# 祖魯追緝令
《祖魯追緝令》（英語：Zulu）是一部於2013年上映的犯罪電影，由導演杰罗姆·萨尔（ Jérôme Salle）執導。本片也被選為第66屆坎城影展閉幕片。

## 故事大綱
因為發現一名女性死者而展開調查，發現牽扯到毒品及種族主義的案件。

## 演員
- 奥兰多·布鲁姆 飾演 Brian Epkeen
- 科力士·韋德加 飾演 阿里Sokhela
- 丹雅·凡·格拉恩 飾演 Tara
- 娜塔莎·罗林 飾演 Marjorie
- 史文·魯格羅 飾演 David Epkeen
- 阿德里安·卡里 飾演 Nils Botha
- 康拉德·肯普 飾演 Dan Fletcher
- Roxanne Prentice 飾演 Judith Botha
- Tinarie Van Wyk-Loots 飾演 Claire Fletcher
- Dean Slater 飾演 Rick
- 凱爾西·艾根 飾演 Nicole Weiss
- Khulu Skenjana 飾演 Themba

## 製作
2012年9月24日，在南非首都開普敦開始拍攝．

## 發行
該片在2013年的戛纳电影节閉幕上首映（2013年5月26日）。接著2013年12月4日在法國上映。在南非此片改名叫《暴力城市》（City of Violence）。

## 外部連結
- 互联网电影数据库（IMDb）上《Zulu》的资料（英文）（英文）
- 爛番茄上《Zulu》的資料（英文）（英文）